# Опорне буріння
Опорне буріння (рос. опорное бурение, англ. key hole drilling, formation drilling, нім. Basisbohren n, Strukturbohren n, stratigrafisches Bohren n) — проведення системи дослідницьких свердловин з метою отримання опорних даних, що служать основою проектування обсягів і видів регіональних і пошукових робіт, а також технол. процесу будівн. свердловин.
Розрізнюють геологічне і технологічне О.б.

## Геологічне опорне буріння
Геологічне буріння застосовують при регіональних геолого-розвідувальних роботах для ви-вчення геол. будови і геол. історії великих геоструктурних елементів і наук. обґрунтування найперспективніших напрямів геолого-розвідувальних робіт на нафту, газ і інші к.к. Як правило, опорні свердловини закладаються за даними регіональних геофіз. досліджень (аеромагнітних, гравіметричних, сейсмічних і ін.) у найсприятливіших структурних умовах. Буріння їх проводиться з відбором керна звичайно до кристалічного фундаменту.

## Технологічне опорне буріння
Технологічне О.б. здійснюється з метою отри-мання необхідної інформації для проектування оптимального технол. процесу будівн. свердловин (вибору раціональної конструкції свердловини, конструкцій доліт, вибійних двигунів, бурових розчинів, оптимальних параметрів режиму буріння, способів розкриття продуктивних пластів і ін.) в умовах перспективних нафтогазоносних площ, що перебувають у стадії оконтурювання розвідувальними свердловинами.